# Rajd Francji 1999
Rezultaty Rajdu Francji (43ème V-Rally Tour de Corse – Rallye de France), eliminacji Rajdowych Mistrzostw Świata w 1999 roku, który odbył się w dniach 7 maja - 9 maja. Była to szósta runda czempionatu w tamtym roku i trzecia na asfalcie, a także szósta w Production World Rally Championship i druga w mistrzostwach Francji. Bazą rajdu było miasto Ajaccio. Zwycięzcami rajdu została francuska załoga Philippe Bugalski i Jean-Paul Chiaroni w Citroënie Xsarze Kit Car. Wyprzedzili oni dwie hiszpańskie załogi Jesúsa Purasa i Marca Martíego także w Citroënie Xsarze Kit Car oraz Carlosa Sainza i Luisa Moyę w Toyocie Corolli WRC. Z kolei w Production WRC zwyciężyła urugwajsko-argentyńska załoga Gustavo Trelles i Martin Christie w Mitusbishi Lancerze Evo VI.
Rajdu nie ukończyły cztery załogi fabryczne. Belg Bruno Thiry w Subaru Imprezie WRC wycofał się na 17. odcinku specjalnym z powodu wypadku. Na 1. odcinku specjalnym wycofał się Francuz Simon Jean-Joseph w Fordzie Focusie WRC. Powodem jego wycofania się była awaria układu elektrycznego. Z tego samego powodu rajdu nie ukończył również François Delecour w Peugeocie 206 WRC, który wycofał się na 17. odcinku specjalnym. Na 12. odcinku specjalnym z rajdu wypadł Francuz Gilles Panizzi, inny kierowca Peugeota. Miał on awarię napędu.

## Klasyfikacja ostateczna
| Miejsce                | Zawodnik               | Pilot                  | Samochód                     | Czas                   | Strata                 | Grupa                  | Punkty                 |                        |
| Klasyfikacja generalna | Klasyfikacja generalna | Klasyfikacja generalna | Klasyfikacja generalna       | Klasyfikacja generalna | Klasyfikacja generalna | Klasyfikacja generalna | Klasyfikacja generalna | Klasyfikacja generalna |
| ---------------------- | ---------------------- | ---------------------- | ---------------------------- | ---------------------- | ---------------------- | ---------------------- | ---------------------- | ---------------------- |
| 1.                     | Philippe Bugalski      | Jean-Paul Chiaroni     | Citroën Xsara Kit Car        | 3:44:35.7              |                        | A7                     | 10                     |                        |
| 2.                     | Jesús Puras            | Marc Martí             | Citroën Xsara Kit Car        | 3:45:10.4              | +34.7                  | A7                     | 6                      |                        |
| 3.                     | Carlos Sainz           | Luis Moya              | Toyota Corolla WRC           | 3:45:45.0              | +1:09.3                | A8 M                   | 4+1                    |                        |
| 4.                     | Colin McRae            | Nicky Grist            | Ford Focus WRC               | 3:45:53.8              | +1:18.1                | A8 M                   | 3                      |                        |
| 5.                     | Didier Auriol          | Denis Giraudet         | Toyota Corolla WRC           | 3:46:08.3              | +1:32.6                | A8 M                   | 2+3                    |                        |
| 6.                     | Tommi Mäkinen          | Risto Mannisenmäki     | Mitsubishi Lancer Evo VI     | 3:47:26.1              | +2:50.4                | A8 M                   | 1+2                    |                        |
| 7.                     | Richard Burns          | Robert Reid            | Subaru Impreza WRC           | 3:47:42.6              | +3:06.9                | A8 M                   |                        |                        |
| 8.                     | Freddy Loix            | Sven Smeets            | Mitsubishi Carisma GT Evo VI | 3:50:27.4              | +5:51.7                | A8 M                   |                        |                        |
| 9.                     | Piero Liatti           | Carlo Cassina          | SEAT Córdoba WRC             | 3:51:41.6              | +7:05.9                | A8 M                   |                        |                        |
| 10.                    | Tapio Laukkanen        | Kaj Lindström          | Renault Mégane Maxi          | 3:54:32.8              | +9:57.1                | A7 2L                  |                        |                        |
| PWRC                   |                        |                        |                              |                        |                        |                        |                        |                        |
| 1. (20.)               | Gustavo Trelles        | Martin Christie        | Mitsubishi Lancer Evo VI     | 4:04:52.2              |                        | N4                     | 10                     |                        |
| 2. (21.)               | Manfred Stohl          | Peter Müller           | Mitsubishi Lancer Evo V      | 4:05:29.4              | +37.2                  | N4                     | 6                      |                        |
| 3. (22.)               | Hamed Al-Wahaibi       | Tony Sircombe          | Mitsubishi Lancer Evo V      | 4:06:01.9              | +1:09.7                | N4 TC                  | 4                      |                        |
| 4. (24.)               | Jean-Marie Santoni     | Jean-Marc Casamatta    | Mitsubishi Carisma GT Evo VI | 4:08:44.5              | +3:52.3                | N4                     | 3                      |                        |
| 5. (26.)               | Gabriel Mendez         | Daniel Muzio           | Mitsubishi Lancer Evo V      | 4:15:04.5              | +10:12.3               | N4                     | 2                      |                        |
| 6. (27.)               | Kris Rosenberger       | Per Carlsson           | Mitsubishi Lancer Evo IV     | 4:15:14.4              | +10:22.2               | N4                     | 1                      |                        |
| 2L WRC                 |                        |                        |                              |                        |                        |                        |                        |                        |
| 1 (10.)                | Tapio Laukkanen        | Kaj Lindström          | Renault Mégane Maxi          | 3:54:32.8              | -                      | A7 2L                  |                        |                        |
| 2 (14.)                | Benoît Rousselot       | Jack Boyere            | Renault Mégane Maxi          | 3:56:31.9              | +1:59.1                | A7 2L                  |                        |                        |
| 3 (44.)                | Serge Silvani          | Philippe Martini       | Renault Clio Williams        | 4:30:54.5              | +36:21.7               | N3 2L                  |                        |                        |

1. ↑  Litera M przy oznaczeniu grupy do której należy samochód oznacza, iż tylko ci kierowcy zdobywali punkty dla swoich zespołów liczonych w klasyfikacji producentów na koniec sezonu.
2. ↑  Dodatkowe punkty otrzymało trzech pierwszych zawodników ostatniego odcinka rajdu tzw. odcinka telewizyjnego.

## Zwycięzcy odcinków specjalnych
| Dzień     | Odcinek | G. rozp. | Nazwa                            | Długość  | Zwycięzca         | Czas    | Lider rajdu       |
| --------- | ------- | -------- | -------------------------------- | -------- | ----------------- | ------- | ----------------- |
| 1 (7 MAJ) | SS1     | 09:01    | Verghia - Pietrarossa 1          | 26.55 km | Colin McRae       | 16:53.6 | Colin McRae       |
| 1 (7 MAJ) | SS2     | 09:42    | Filitosa - Bicchisano 1          | 22.63 km | Philippe Bugalski | 14:21.0 | François Delecour |
| 1 (7 MAJ) | SS3     | 11:30    | Portigliolo - Bocca Albitrina    | 16.54 km | Philippe Bugalski | 9:46.0  | Philippe Bugalski |
| 1 (7 MAJ) | SS4     | 12:04    | Sartene - Carbini                | 27.21 km | Philippe Bugalski | 16:27.8 | Philippe Bugalski |
| 1 (7 MAJ) | SS5     | 14:25    | Pont d'Acoravo - Zerubia 1       | 20.94 km | odcinek anulowany | -       | Philippe Bugalski |
| 1 (7 MAJ) | SS6     | 15:00    | Aullene - Zicavo 1               | 25.48 km | Jesús Puras       | 16:05.3 | Philippe Bugalski |
| 2 (8 MAJ) | SS7     | 07:52    | Gare de Carbuccia - Gare Ucciani | 11.11 km | François Delecour | 7:44.0  | Philippe Bugalski |
| 2 (8 MAJ) | SS8     | 08:50    | Muracciole - Noceta              | 16.48 km | Philippe Bugalski | 10:01.2 | Philippe Bugalski |
| 2 (8 MAJ) | SS9     | 11:15    | Morosaglia - Campile             | 31.91 km | Jesús Puras       | 20:04.3 | Philippe Bugalski |
| 2 (8 MAJ) | SS10    | 12:28    | Taverna - Pont de Castirla       | 16.08 km | Philippe Bugalski | 9:30.1  | Philippe Bugalski |
| 2 (8 MAJ) | SS11    | 14:21    | Pont St. Laurent - Bustanico     | 33.12 km | Philippe Bugalski | 22:20.8 | Philippe Bugalski |
| 2 (8 MAJ) | SS12    | 15:14    | Feo - Altiani                    | 16.52 km | Jesús Puras       | 11:13.9 | Philippe Bugalski |
| 3 (9 MAJ) | SS13    | 07:46    | Verghia - Pietra Rossa 2         | 26.55 km | Philippe Bugalski | 16:35.9 | Philippe Bugalski |
| 3 (9 MAJ) | SS14    | 08:27    | Filitosa - Bicchisano 2          | 22.63 km | Jesús Puras       | 14:06.2 | Philippe Bugalski |
| 3 (9 MAJ) | SS15    | 10:18    | Pont d'Acoravo - Zerubia 2       | 20.94 km | Philippe Bugalski | 12:29.8 | Philippe Bugalski |
| 3 (9 MAJ) | SS16    | 10:53    | Allene - Zicavo 2                | 25.48 km | Philippe Bugalski | 16:01.4 | Philippe Bugalski |
| 3 (9 MAJ) | SS17    | 14:50    | Cannelle d'Orcino - La Liscia    | 13.82 km | Didier Auriol     | 10:02.6 | Philippe Bugalski |

## Klasyfikacja po 6 rundach
Tabele przedstawiają tylko pięć pierwszych miejsc.

### Kierowcy
| Lp. | Kierowca          | Pkt |
| --- | ----------------- | --- |
| 1   | Tommi Mäkinen     | 29  |
| 2   | Didier Auriol     | 28  |
| 3   | Colin McRae       | 23  |
| 4   | Carlos Sainz      | 21  |
| 5   | Philippe Bugalski | 20  |

### Producenci
| Lp. | Producent                    | Pkt |
| --- | ---------------------------- | --- |
| 1   | Toyota Castrol Team          | 61  |
| 2   | Marlboro Mitsubishi Ralliart | 38  |
| 3   | Ford Motor Co. Ltd.          | 34  |
| 4   | Subaru WRT                   | 20  |
| 5   | Seat Sport                   | 8   |